# Кампот (город)
Кампот (кхмер. ក្រុងកំពត) — административный центр провинции Кампот в южной Камбодже с населением в 39 186 человек (1998).

## История
Этот тихий провинциальный городок расположен на берегах реки Кампонг Бай в нескольких километрах от побережья Сиамского залива. С XIX века город известен кампотским перцем. В 1920-е годы французы превратили Кампот и близлежащий Каеп в курорт. Во время гражданской войны город был сильно разрушен: в 1974 году он был ареной известной Кампотской битвы между красными кхмерами и правительственными войсками. Долгое время после этого город напоминал город-призрак, и лишь последнее десятилетие принесло оживление. В городе появилась туристическая инфраструктура.

## Транспорт
Кампот связан с Пномпенем и Сиануквилем Национальным шоссе No.3, расстояние до Пномпеня — 148 км, до Сиануквиля — 96 км.
Кампот находится на строящейся железной дороге от Пномпеня в Сиануквиль. В 2011 году ожидается открытие сквозного грузового движения по этой железной дороге.

## Туризм
Кампот является базой для посещения Слоновьих гор и, в частности, Национального парка Бокор. Вокруг города много водопадов (Попоквиль, Тык Чху), в провинции несколько до-ангкорских пещерных храмов, в частности, около городка Кампонгтрать. В городе два десятка отелей и гостевых домов.

## Фотогалерея

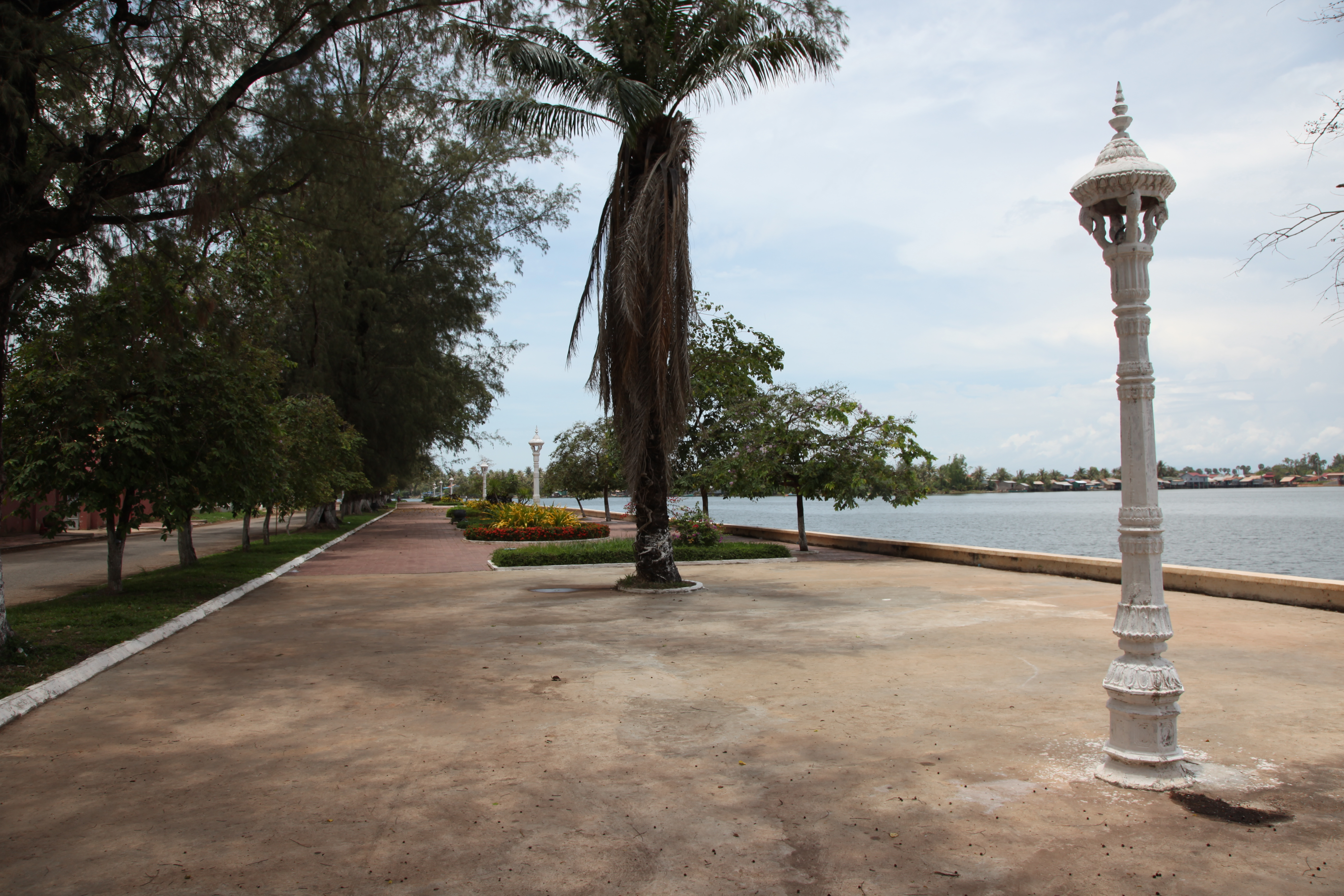
Набережная в Кампоте
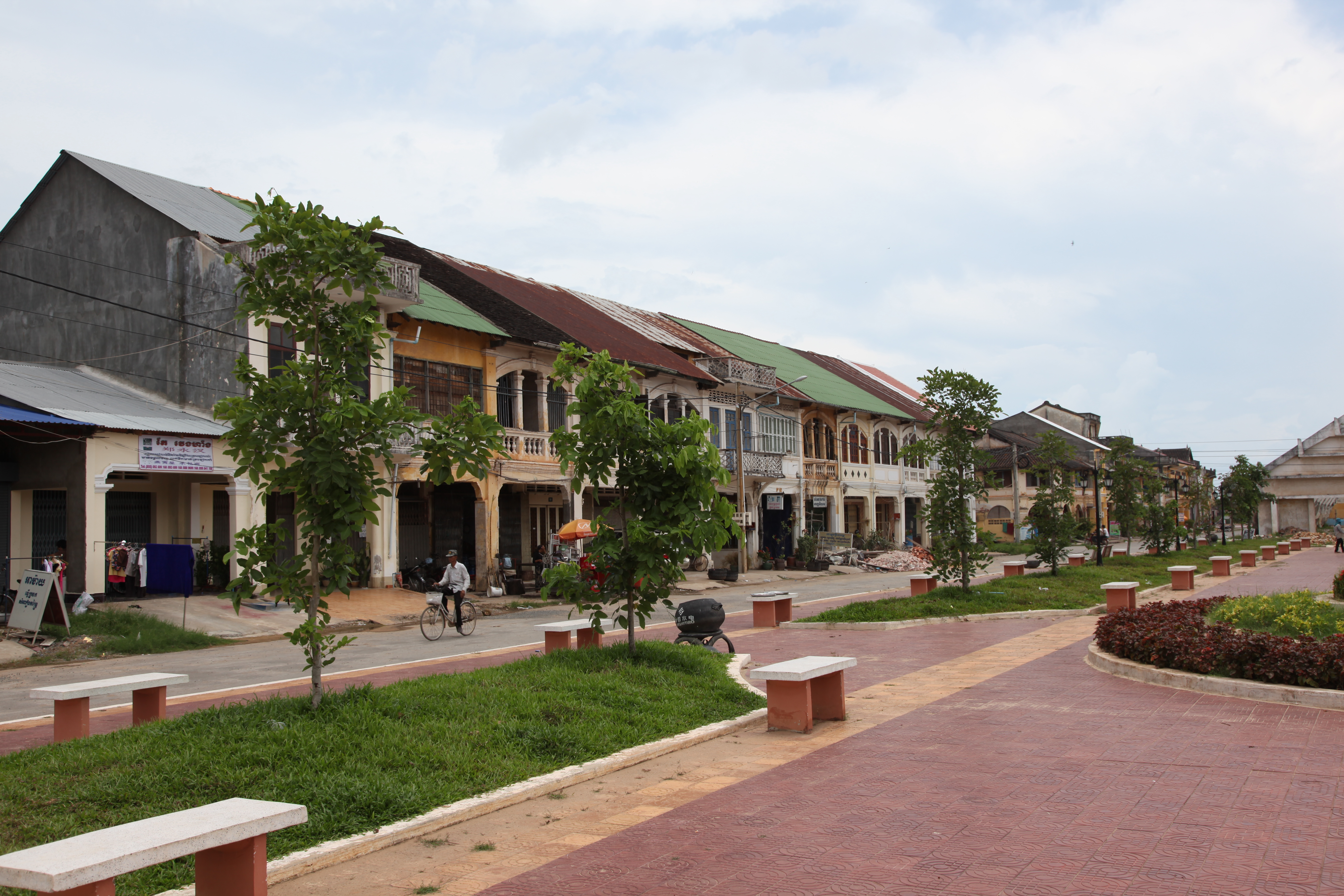
В центре города